# Sycamore (Ohio)
Pour les articles homonymes, voir Sycamore.
Sycamore est un village américain situé dans le comté de Wyandot, dans l'Ohio. Selon le recensement de 2010, sa population est de 861 habitants.